# Qoryooley
Qoryooley est une ville de Somalie située dans la région de Shabeellaha Hoose.
Sa population était d’environ 62 700 habitants en 2000.